# ذو البدن الراقص
ذو البَدَن الرَاقِص القَزِّيّ (الاسم العلمي: Dorcaschesis sericata)، نوع من الخنافس من فصيلة خنافس طويلة القرون.
وهو النوع الوحيد في جنس البدن الراقص (Dorcaschesis).وصف بواسطة هيلر عام 1924.